# Citi Open 2017
Die Citi Open 2017 waren ein Tennisturnier der WTA Tour 2017 für Damen und ein Tennisturnier der ATP World Tour 2017 für Herren, welche zeitgleich vom 31. Juli bis 6. August 2017 in Washington, D.C. stattfanden.

## Herrenturnier
→ Qualifikation: Citi Open 2017/Herren/Qualifikation

## Damenturnier
→ Qualifikation: Citi Open 2017/Damen/Qualifikation